# Louis Partridge
Louis Partridge (* 3. června 2003 Wandsworth, Anglie, Spojené království) je britský herec a model známý především díky roli vikomta Tewksburyho ve filmu Netflixu Enola Holmesová.

## Život
Louis Partridge se narodil ve Wandsworthu. V televizi debutoval v roce 2014 v epizodě seriálu BBC Boomers. Dále získal malou roli ve filmu Paddington 2 a roli Piera de' Mediciho v seriálu Medicejové: Vládci Florencie. Nejznámější je díky roli vikomta z Tewksbury v britském filmu Enola Holmesová, kterou si zopakoval i v pokračování z roku 2022. Získal rovněž hlavní roli Petra Pana ve filmu Ztracené dívky a objeví se také v seriálu Pistol jako Sid Vicious.